# NGC 1705
NGC 1705 is een elliptisch sterrenstelsel in het sterrenbeeld Schilder. Het hemelobject werd op 5 december 1834 ontdekt door de Britse astronoom John Herschel.

## Synoniemen
- PGC 16282
- ESO 158-13
- AM 0453-532
- IRAS04531-5326